# Ulrich Diederichs
Ulrich Martin Diederichs (* 21. April 1948 in Dambeck; † 20. Januar 2022 in Cramme) war ein deutscher Bauingenieur und Hochschullehrer. 

## Leben

### Herkunft und Werdegang
Ulrich Diederichs war der Sohn des Landwirts Gerhard Diederichs und dessen Ehefrau Gisela (geb. Meyer).
Seine schulische Ausbildung begann in der Grundschule Dambeck, die er von 1954 bis 1958 besuchte. Anschließend wechselte er zur Grundschule Brewitz, bevor er von 1960 bis 1964 die Heinrich-Heine-Oberschule in Salzwedel besuchte, wo er die Mittlere Reife erlangte.
Im Oktober 1964 begann er eine Ausbildung zum „landwirtschaftlichen Facharbeiter (Abiturklasse)“ am Volksgut Amt Dambeck. Im November desselben Jahres flüchtete er in die Bundesrepublik Deutschland und fand zunächst eine Anstellung als Jungarbeiter bei der Volkswagen AG in Wolfsburg.
Von 1965 bis 1968 absolvierte er eine Lehre als Radio- und Fernsehtechniker in Wolfsburg, bevor er im Oktober 1968 ein Studium der Elektrotechnik an der Fachhochschule Hamburg begann, das er im September 1971 mit dem Ingenieurdiplom abschloss. Im Anschluss daran wechselte er im Dezember 1976 an die Technische Universität Braunschweig, wo er 1976 sein Diplom in Physik erlangte.  
Seine berufliche Laufbahn führte ihn von 1977 bis 1983 als wissenschaftlicher Mitarbeiter am Sonderforschungsbereich 148 „Brandverhalten von Bauteilen“ der TU Braunschweig. 
Ulrich Diederichs promovierte 1983 mit einer Dissertation über den Verbund zwischen Stahl und Beton bei hohen Temperaturen, für die er den Titel Dr.-Ing. erhielt.
Nach seiner Promotion wurde er am 1. Juli 1983 zum Hochschulassistenten ernannt. Ab dem 1. März 1988 übernahm er die Leitung der Abteilung „Physik der Baustoffe“ am Institut für Baustoffe, Massivbau und Brandschutz der Amtlichen Materialprüfanstalt für das Bauwesen in Braunschweig und wurde zum Regierungsrat ernannt, später auch zum Oberregierungsrat.
Am 1. April 1998 wurde er Professor für Baustoffe an der Universität Rostock, wo er bis zu seiner Emeritierung im Jahr 2013 lehrte und forschte. 
Während seiner akademischen Laufbahn war Ulrich Diederichs auch in der akademischen Selbstverwaltung tätig. Zwischen 2000 und 2003 war er stellvertretender und Fachbereichssprecher.
Vor seiner Emeritierung begann er, zusätzlich Lehraufträge an der Hochschule Wismar im Bereich Bauingenieurwesen zu übernehmen und engagierte sich hier im Fach „Betontechnologie“. Des Weiteren war er aktives Mitglied des Kompetenzzentrums Bau Mecklenburg-Vorpommern, einer zentralen wissenschaftlichen Einrichtung der Hochschule Wismar.
Ulrich Diederichs engagierte sich international in der wissenschaftlichen Gemeinschaft und war Mitglied mehrerer wichtiger Gremien, darunter die Réunion Internationale des Laboratoires et Experts des Matériaux, systèmes de construction et ouvrages (RILEM). Er war aktiv in verschiedenen Ausschüssen, die sich mit den Eigenschaften von Materialien bei hohen Temperaturen und der Bruchmechanik von Beton beschäftigten, sowie im Verband der Materialprüfungsämter (VMPA).
Darüber hinaus hatte er Gastprofessuren an der Technischen Universität Wien im Bereich Bauinstandsetzung und an der Technische Universität Brünn im Rahmen des Projekts Supmat inne.
Ulrich Diederichs verfasste zahlreiche Beiträge in verschiedenen Fachzeitschriften.

### Berufliches Wirken
Ulrich Diederichs hatte sich in verschiedenen Bereichen der Baustoffforschung spezialisiert. Sein Fokus lag auf porösen Baustoffen, deren Struktur und Transporteigenschaften sowie deren Dauerhaftigkeit. Ein weiterer Aspekt seiner Forschung war das Brandverhalten moderner Konstruktionsbaustoffe. Darüber hinaus setzte er sich mit der Bauwerkserhaltung und -sanierung auseinander.

## Schriften
- Untersuchungen über den Verbund zwischen Stahl und Beton bei hohen Temperaturen. 1983.